# Балло, Тьерно
Тьерно Мамаду Ламарана Балло (нем. Thierno Mamadou Lamarana Ballo; род. 2 января 2002 года, Абиджан, Кот-д’Ивуар) — австрийский футболист ивуарийского происхождения, атакующий полузащитник клуба «Вольфсберг».

## Клубная карьера
Балло — воспитанник клубов ЛАСК, а также немецких «Байер 04», «Виктория Кёльн» и английского «Челси». В составе последнего он выступал за молодёжные команды. Летом 2021 года Балло для получения игровой практики на правах аренды перешёл в венский «Рапид». 26 сентября в матче против «Штурма» он дебютировал во австрийской Бундеслиге.

## Международная карьера
В 2019 в составе юношеской сборной Австрии Балло принял участие в юношеском чемпионата Европы в Ирландии. На турнире он сыграл в матчах против команд Испании, Италии и Германии. 